# Crypthelia balia
Crypthelia balia is een hydroïdpoliep uit de familie Stylasteridae. De poliep komt uit het geslacht Crypthelia. Crypthelia balia werd in 1905 voor het eerst wetenschappelijk beschreven door Hickson & England. 